# 布萊爾 (伊利諾伊州蘭道夫縣)
布萊爾（英語：Blair）是位於美國伊利諾伊州蘭道夫縣的一個非建制地區。該地的面積和人口皆未知。

## 地理
布萊爾的座標為38°02′41″N 89°44′31″W / 38.04472°N 89.74194°W，而該地的平均海拔高度為153米（即502英尺）。